# اندروید اوتو
اندروید اوتو (انگلیسی: Android Auto) یک استاندارد گوشی‌های هوشمند است که توسط گوگل طراحی و توسعه یافته و اجازه می‌دهد تا دستگاه‌های تلفن همراه در حال اجرا با سیستم عامل اندروید که حداقل دارای اندروید نسخه ۵٫۰ "آبنبات‌چوبی" و بالاتر باشند را از طریق کنسول خودرو روی داشبورد کنترل کرد. اندروید اوتو در ۲۵ ژوئن ۲۰۱۴ در کنفرانس گوگل آی/او معرفی شد. اپ موبایل اندروید اوتو در تاریخ ۱۹ مارس سال ۲۰۱۵ منتشر شد.
استاندارد اندروید اوتو به رانندگان اجازه می‌دهد تا نقشه جی‌پی‌اس و سامانه ناوبری خودرو، پخش موسیقی، اس‌ام‌اس، تلفن، جستجوی وب و … را با صفحه نمایش لمسی و ریموت کنترل، کنترل کنند، اگر چه عملیات دست آزاد از طریق تشخیص گفتار به وسیله دستورهای صوتی برای ایمنی در رانندگی نیز پشتیبانی شده و توصیه می‌شود. برنامه‌های سازگار عبارتند از: گوگل مپس، گوگل پلی موزیک، ام‌ال‌بی ات بت، اسکایپ، اسپاتیفای، سانگزا، استیتچر رادیو، آی هارت ریدیو، رادیوپلیر، تون‌این، واتساپ، ویچت و …
در حالی که در وب‌سایت رسمی اندروید اوتو لیست اکثر تولیدکنندگان خودرو به عنوان حامی اندروید اوتو آورده شده است، اما بسیاری از وسایل نقلیه‌ای که درسال‌های ۲۰۱۵ و ۲۰۱۶ ساخته شدند هنوز هم از اندروید اوتو پشتیبانی نمی‌کنند.

## دردسترس

کشورهایی که اندروید اوتو در آن‌ها در دسترس است

از ژوئن ۲۰۲۰، اندروید اوتو در ۳۶ کشور در دسترس است:
- آرژانتین
- استرالیا
- اتریش
- بولیوی
- برزیل
- کانادا
- شیلی
- کلمبیا
- کاستاریکا
- جمهوری دومینیکن
- اکوادور
- آلمان
- گواتمالا
- فرانسه
- هند
- ایران
- ایرلند
- ایتالیا
- ژاپن
- مکزیک
- نیوزلند
- پاناما
- پاراگوئه
- پرو
- فیلیپین
- پورتوریکو
- روسیه
- سنگاپور
- آفریقای جنوبی
- کره جنوبی
- اسپانیا
- سوئیس
- تایوان
- تایلند
- انگلستان
- ایالات متحده آمریکا
- اوروگوئه
- ونزوئلا

## تاریخچه
- ۲۵ ژوئن ۲۰۱۴: اندروید اوتو در گوگل آی/او ۲۰۱۴ معرفی شد.
- ۱۹ مارس ۲۰۱۵: اندروید اوتو منتشر شد.[۳]
- نوامبر ۲۰۱۶: گوگل گزینهٔ اجرای اندروید اوتو را به‌عنوان یک برنامهٔ عادی در دستگاه اندرویدی اضافه کرد.
- ژوئیه ۲۰۱۹: اندروید اوتو نخستین کار اصلی رابط کاربری خود را دریافت کرد که در میان دیگر تغییرات، برای نخستین‌بار یک کشوی برنامه به اندروید اوتو آورد. گوگل همچنین اعلام کرد که امکان استفاده از برنامه در تلفن به‌نفع حالت رانندگی دستیار گوگل قطع می‌شود. [۴]
- دسامبر ۲۰۲۰: گوگل از گسترش اندروید اوتو به ۳۶ کشور دیگر در اروپا، اندونزی و غیره خبر داد.[۵]

## پشتیبانی از سیستم صوتی
در ماه مه ۲۰۱۵،هیوندای نخستین تولید کننده‌ای بود که پشتیبانی از اندروید اوتو را ارائه می‌دهد، و نخستین‌بار در هیوندای سوناتا ۲۰۱۵ در دسترس بود. تولیدکنندگان خودرویی که پشتیبانی از اندروید اوتو را در خودروهای خود ارائه می‌دهند شامل آبارت، آکورا، آلفا رومئو، آئودی، بنتلی (به‌زودی)، بیوک، ب‌ام‌و، کادیلاک، شورلت، کرایسلر، داج، فراری، فیات، فورد، جی‌ام‌سی، جنسیس، هولدن، هوندا، هیوندای، اینفینیتی، جگوار لندرور، جیپ، کیا، لامبورگینی، لکسوس، لینکلن، ماهیندرا، مازراتی، مزدا، مرسدس-بنز، میتسوبیشی، نیسان، اوپل، پژو، رم تراکس، رنو، سیات، اشکودا، سانگ‌یانگ، سوبارو، سوزوکی، خودروهای تاتا موتورز، تویوتا، فولکس‌واگن و ولوو.
افزون بر این، سیستم‌های صوتی خودرو پس‌از پشتیبانی از اندروید اوتو، این فناوری را به وسایل نقلیه میزبان از جمله پایونیر، کنوود، پاناسونیک و سونی اضافه می‌کنند.

## گوشی‌های سازگار
گوشی‌های دارای اندروید ۱۰ به‌صورت پیش فرض از اندروید اوتو پشتیبانی می‌کنند. برای نسخه‌های ۹ و ماقبل نیز بایستی از فروشگاه گوگل اندروید اوتو را دانلود و نصب نمود. برای اتصال گوشی به اندروید اوتو نیز بایستی از کابل USB سالم استفاده نمود. هر چند اخیراً سامسونگ اتصال بی‌سیم اندروید گوشی با اندروید اوتو را در گوشی‌های خود پیش بینی نموده است.